# Kostin Doł
Kostin Doł (maced. Костин Дол) – wieś w północno-wschodniej Macedonii Północnej, w gminie Koczani.